# Illois
Illois est une commune française située dans le département de la Seine-Maritime en région Normandie.

## Géographie

### Localisation

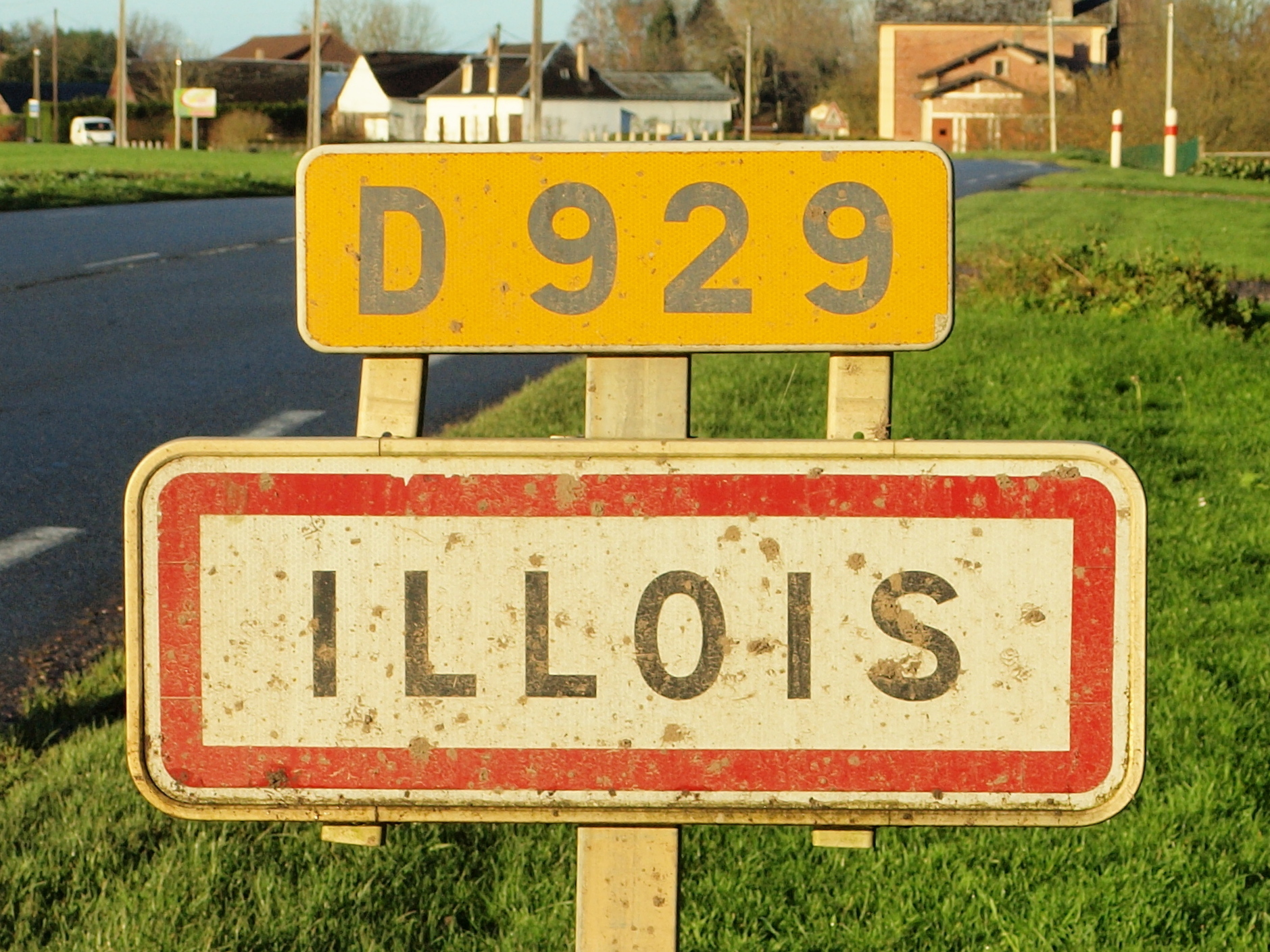

Illois est une commune rurale normande traversée par l'autoroute A29 (sortie d'Aumale/Haudricourt), et desservi par l'ex-RN 29 (actuelle RD 929).
Elle est située à 53 km au nord-est de Rouen, cinquante kilomètres au sud-ouest d'Amiens et quarante kimomètres de la Manche au Tréport.

### Communes limitrophes
| Le Caule-Sainte-Beuve | Nullemont | Marques     |
| Flamets-Frétils       | Illois    |             |
| Ronchois              |           | Haudricourt |

### Hameaux et écarts
Le chef-lieu de la commune est situé en retrait de la RD 929.
Elle compte plusieurs hameaux, Coupigny et Le Mesnil-David — qui étaient des communes autonomes avant leur fusion avec Illois en 1823 — La Clouterie, Grand Illers, Le Ménivier et Cuignet.

### Hydrographie
La commune est située dans le bassin Seine-Normandie. Elle n'est drainée par aucun cours d'eau,.

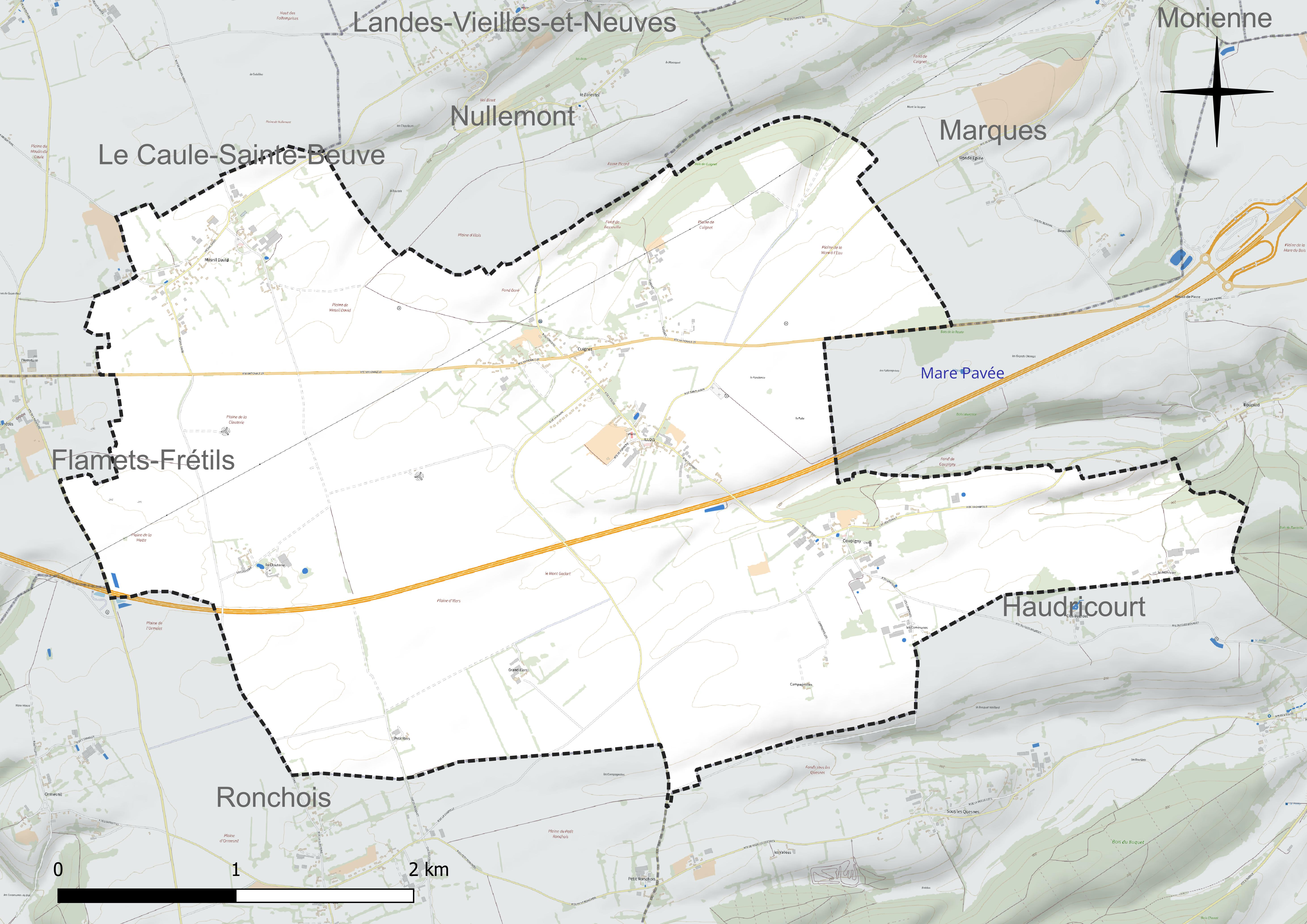
Réseau hydrographique d'Illois.

### Climat
Pour des articles plus généraux, voir Climat de la Normandie et Climat de la Seine-Maritime.
En 2010, le climat de la commune est de type climat océanique dégradé des plaines du Centre et du Nord, selon une étude du CNRS s'appuyant sur une série de données couvrant la période 1971-2000. En 2020, Météo-France publie une typologie des climats de la France métropolitaine dans laquelle la commune est exposée à un climat océanique et est dans la région climatique Côtes de la Manche orientale, caractérisée par un faible ensoleillement (1 550 h/an) ; forte humidité de l’air (plus de 20 h/jour avec humidité relative > 80 % en hiver), vents forts fréquents. Parallèlement le GIEC normand, un groupe régional d’experts sur le climat, différencie quant à lui, dans une étude de 2020, trois grands types de climats pour la région Normandie, nuancés à une échelle plus fine par les facteurs géographiques locaux. La commune est, selon ce zonage, exposée à un « climat contrasté des collines », correspondant au Pays de Bray, bien arrosé et frais.
Pour la période 1971-2000, la température annuelle moyenne est de 9,6 °C, avec une amplitude thermique annuelle de 14,2 °C. Le cumul annuel moyen de précipitations est de 873 mm, avec 12,8 jours de précipitations en janvier et 9,1 jours en juillet. Pour la période 1991-2020, la température moyenne annuelle observée sur la station météorologique la plus proche, située sur la commune de Bouelles à 12 km à vol d'oiseau, est de 10,7 °C et le cumul annuel moyen de précipitations est de 838,4 mm,. Pour l'avenir, les paramètres climatiques de la commune estimés pour 2050 selon différents scénarios d’émission de gaz à effet de serre sont consultables sur un site dédié publié par Météo-France en novembre 2022.

## Urbanisme

### Typologie
Au 1er janvier 2024, Illois est catégorisée commune rurale à habitat dispersé, selon la nouvelle grille communale de densité à sept niveaux définie par l'Insee en 2022.
Elle est située hors unité urbaine et hors attraction des villes,.

### Occupation des sols
L'occupation des sols de la commune, telle qu'elle ressort de la base de données européenne d’occupation biophysique des sols Corine Land Cover (CLC), est marquée par l'importance des territoires agricoles (93,4 % en 2018), une proportion sensiblement équivalente à celle de 1990 (93,6 %). La répartition détaillée en 2018 est la suivante : 
terres arables (63,4 %), prairies (23,6 %), zones agricoles hétérogènes (6,4 %), zones urbanisées (4,5 %), forêts (2,1 %). L'évolution de l’occupation des sols de la commune et de ses infrastructures peut être observée sur les différentes représentations cartographiques du territoire : la carte de Cassini (XVIIIe siècle), la carte d'état-major (1820-1866) et les cartes ou photos aériennes de l'IGN pour la période actuelle (1950 à aujourd'hui).

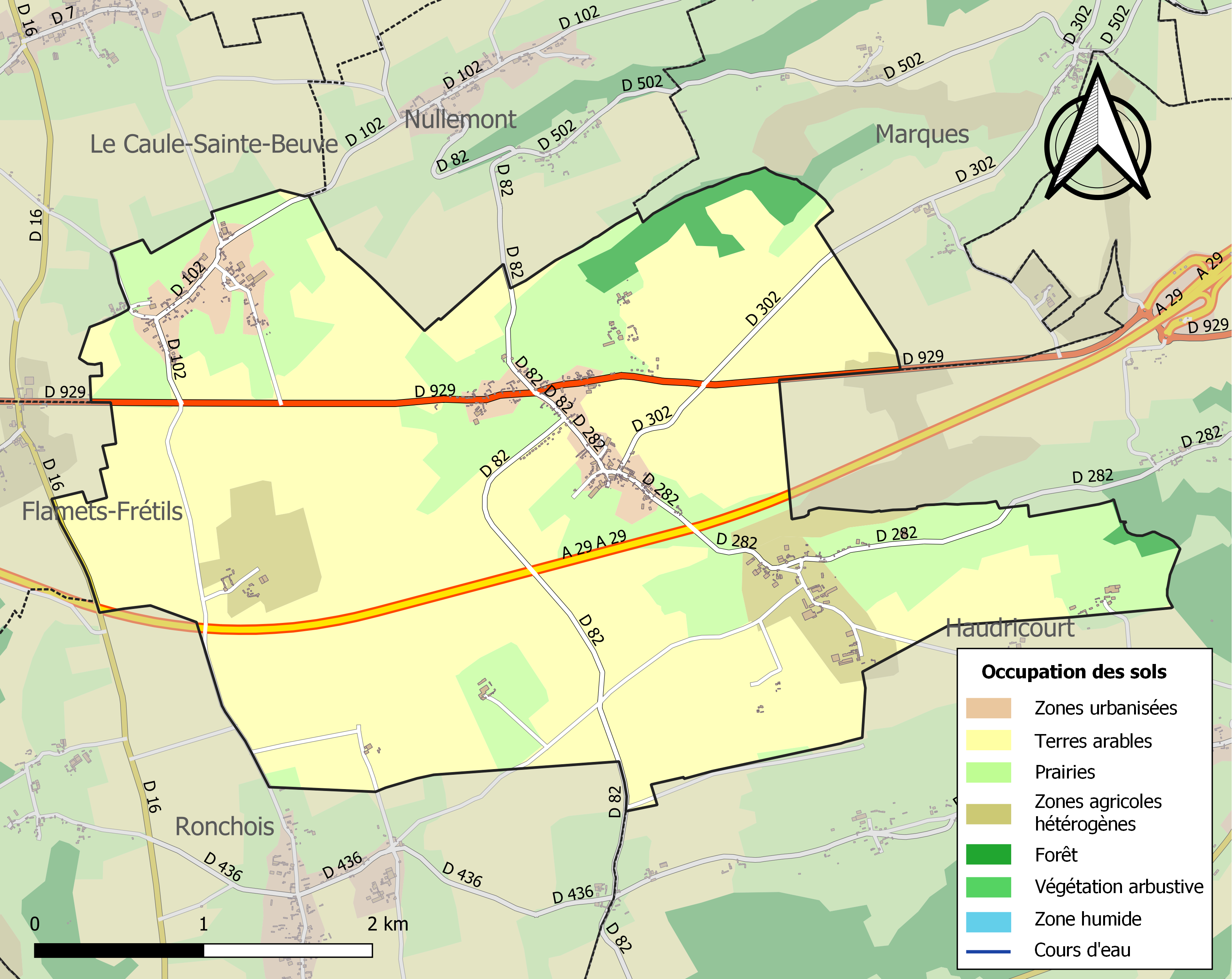
Carte des infrastructures et de l'occupation des sols de la commune en 2018 (CLC).

## Toponymie
Le nom de la localité est attesté sous les formes Ecclesia de Hillais en 1115 ; de Hisleis en 1156 et 1161 ; Ecclesia de Yslois en 1181 et 1182 ; Ecclesia de Illeis entre 1165 et 1183 ; Sancti Albini de Isleis en 1204 ; de Isleis en 1214 ; de Illois en 1230 ; de Isleis (sans date) ; prepositus des Isleis en 1227 ; Villam de Yllais en 1233 ; In parrochia de Ylleis, de Illais et Ville de Yllais en 1234 ; Isloeis (sans date) ; Ecclesia de Illeis vers 1240 ; Ecclesie Sancti Albini de Yslois en 1263 ; Terroir d'Islois et Dame d'Islois en 1265 ; In feodo meo de Hysleis en 1266 ; In parrochia et territorio de Illois en 1282 ; Hylois (variante Hyllois) en 1337 ; Illois 1431 (Longnon) ; Illoys entre 1413 et 1460 et au XVIe siècle ; Cure de Ileys en 1428 et 1429 ; Illois en 1525 et 1526 ; Yloix 1525 et 1526 ; Illoys en 1648 ; Illoy en 1683 et 1701 ; Islois en 1704 (Pouillé) ; Illois en 1715 (Frémont) ; Saint Aubin d'Illois en 1716 ; Saint Aubin vulgo d'Illoy en 1719 ; Iloy en 1757 (Cassini) ; Iloix en 1788 ; Illois en 1953.

## Histoire
Un statère datant de l'époque gauloise en or, ainsi qu'une hache en pierre polie ont  été trouvés dans un jardin du Mesnil-David en 1869.
Au lieu-dit le Petit-Illers, on retrouve des traces de l'ancienne ligne de défense du XIIe siècle dénommée Le Fossé du Roy, le long d'un espace boisé. À cet endroit, des fouilles ont été entreprises lors de la construction de l'autoroute Amiens-le Havre. Au-delà de l'ex-Route nationale 29 (actuelle route départementale Amiens-Le Havre), à Mesnil-David, dans les pâtures on retrouve un léger nivellement qui rappelle le tracé de ce fossé[réf. nécessaire]. A proximité du Fossé du Roy ont été retrouvées au XIXe siècle des vestiges gallo-romains : tuiles à rebords et deux meules à broyer en poudingue. Douze vases de cette époque en terre fine ont été trouvées vers 1850, mais ont été brisées.
La commune d'Illois, instituée lors de la Révolution française, absorbe en 1823 celles de Coupigny et de Mesnil-David,.
Le bourg a été desservi par la ligne de chemin de fer secondaire Amiens - Aumale - Envermeu à voie métrique de 1906 à 1947.

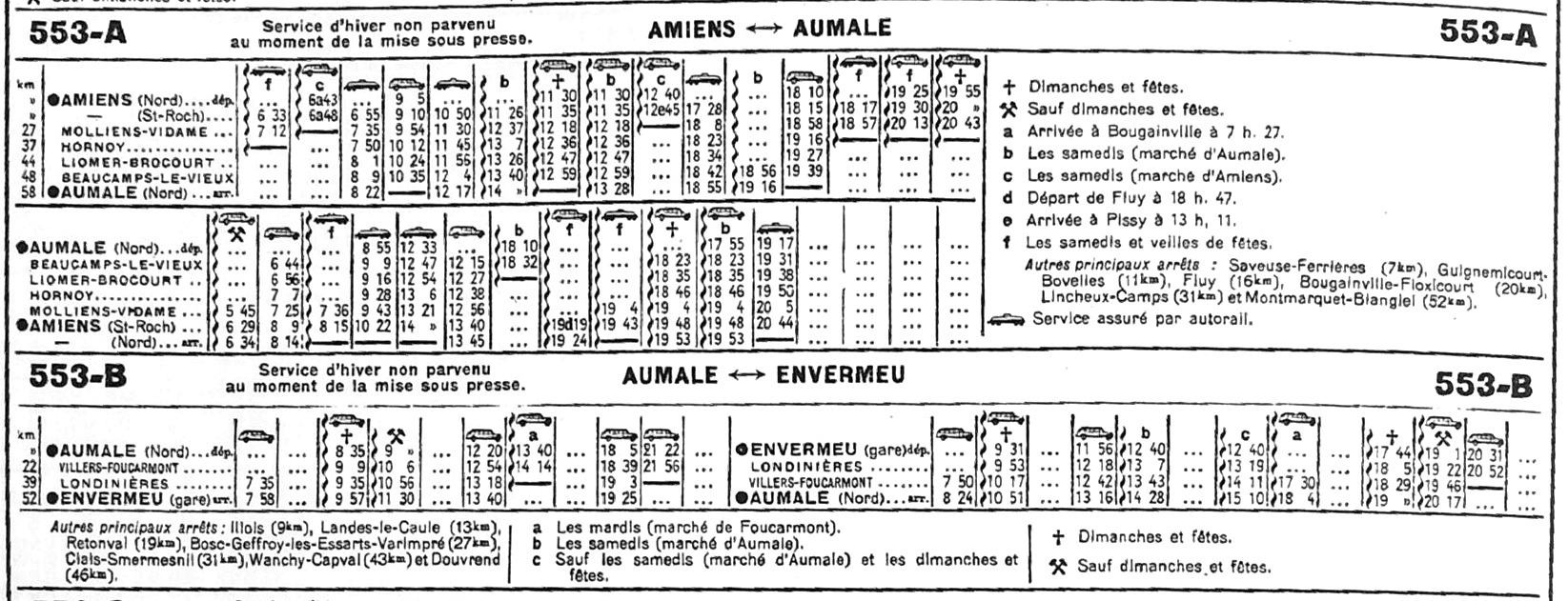
Horaires de la ligne Amiens-Aumale-Envermeu en 1936.

## Politique et administration

### Rattachements administratifs et électoraux
La commune se trouve depuis 1926 dans l'arrondissement de Dieppe du département de la Seine-Maritime. Pour l'élection des députés, elle fait partie depuis 2012 de la sixième circonscription de la Seine-Maritime.
Elle faisait partie depuis 1793 du canton d'Aumale. Dans le cadre du redécoupage cantonal de 2014 en France, la commune a intégré le canton de Gournay-en-Bray.

### Intercommunalité
La commune était membre de la communauté de communes du canton d'Aumale, créée fin 2001.
La loi portant nouvelle organisation territoriale de la République (Loi NOTRe) du 7 août 2015 prescrit, dans le cadre de l'approfondissement de la coopération intercommunale, que les intercommunalités à fiscalité propre doivent, sauf exceptions, regrouper au moins 15 000 habitants.
Les communautés de communes de Blangy-sur-Bresle et du canton d'Aumale, dont aucune n'atteignait le seuil légal, ont donc été amenées à fusionner, formant le 1er janvier 2017 la communauté de communes interrégionale Aumale - Blangy-sur-Bresle dont est désormais membre la commune.

### Politique locale
Dans le cadre d'une mésentente avec le maire Jean-Claude Blondin, cinq conseillers municipaux démissionnent en avril 2018, entraînant l'organisation de nouvelles élections municipales les 3 et 10 juin 2018,. Celles-ci se soldent par la réélection du maire sortant, Jean-Claude Blondin le 15 juin 2018. Celui-ci est néanmoins battu lors des élections municipales de 2020, au terme desquelles est élu son opposant,, Bernard Haudiquert, conseiller municipal depuis 2018.

### Liste des maires
| Période      | Période                      | Identité                      | Étiquette | Qualité                                   |
| ------------ | ---------------------------- | ----------------------------- | --------- | ----------------------------------------- |
| 1800         | 1808                         | Jacques Desmarquet            |           |                                           |
| 1808         | 1815                         | François De Sarcus            |           |                                           |
| 1815         | 1830                         | Auguste De Sarcus             |           |                                           |
| 1831         | 1855                         | Jean Baptiste Armand Poussard |           |                                           |
| 1855         | 1862                         | Anatole Alexandre Le Vaillant |           |                                           |
| 1862         | 1870                         | Jules Poussard                |           |                                           |
| 1870         | 1880                         | Alfred Larcher                |           |                                           |
| 1881         | 1888                         | Auguste Boulenger             |           |                                           |
| 1888         | 1892                         | Louis Quillent                |           |                                           |
| 1892         | 1904                         | Auguste Boulenger             |           |                                           |
| 1904         | 1919                         | Joseph Fournot                |           | Conseiller général d'Aumale (1945 → 1955) |
| 1919         | 1934                         | Valentin Lefèvre              |           |                                           |
| 1934         | 1959                         | Lucien Fournot                |           |                                           |
| mars 1959    | 1977                         | Maurice Dumont                |           |                                           |
| mars 1977    | 1995                         | René Dumont                   | DVD       |                                           |
| juin 1995    | 2008                         | Jean Pieters                  |           |                                           |
| mars 2008    | juillet 2020                 | Jean-Claude Blondin           |           |                                           |
| juillet 2020 | En cours (au 9 juillet 2020) | Bernard Haudiquert            |           |                                           |

## Démographie
L'évolution du nombre d'habitants est connue à travers les recensements de la population effectués dans la commune depuis 1793. Pour les communes de moins de 10 000 habitants, une enquête de recensement portant sur toute la population est réalisée tous les cinq ans, les populations de référence des années intermédiaires étant quant à elles estimées par interpolation ou extrapolation. Pour la commune, le premier recensement exhaustif entrant dans le cadre du nouveau dispositif a été réalisé en 2007.

En 2022, la commune comptait 391 habitants, en évolution de −2,25 % par rapport à 2016 (Seine-Maritime : +0,35 %, France hors Mayotte : +2,11 %).
| 1793 | 1800 | 1806 | 1821 | 1831 | 1836 | 1841 | 1846 | 1851 |
| ---- | ---- | ---- | ---- | ---- | ---- | ---- | ---- | ---- |
| 250  | 239  | 267  | 271  | 569  | 563  | 560  | 615  | 573  |

| 1856 | 1861 | 1866 | 1872 | 1876 | 1881 | 1886 | 1891 | 1896 |
| ---- | ---- | ---- | ---- | ---- | ---- | ---- | ---- | ---- |
| 569  | 567  | 556  | 510  | 564  | 542  | 508  | 504  | 503  |

| 1901 | 1906 | 1911 | 1921 | 1926 | 1931 | 1936 | 1946 | 1954 |
| ---- | ---- | ---- | ---- | ---- | ---- | ---- | ---- | ---- |
| 487  | 434  | 450  | 434  | 420  | 428  | 440  | 466  | 436  |

| 1962 | 1968 | 1975 | 1982 | 1990 | 1999 | 2006 | 2007 | 2012 |
| ---- | ---- | ---- | ---- | ---- | ---- | ---- | ---- | ---- |
| 419  | 398  | 363  | 314  | 259  | 266  | 302  | 307  | 371  |

| 2017 | 2022 | - | - | - | - | - | - | - |
| ---- | ---- | - | - | - | - | - | - | - |
| 407  | 391  | - | - | - | - | - | - | - |

## Culture locale et patrimoine

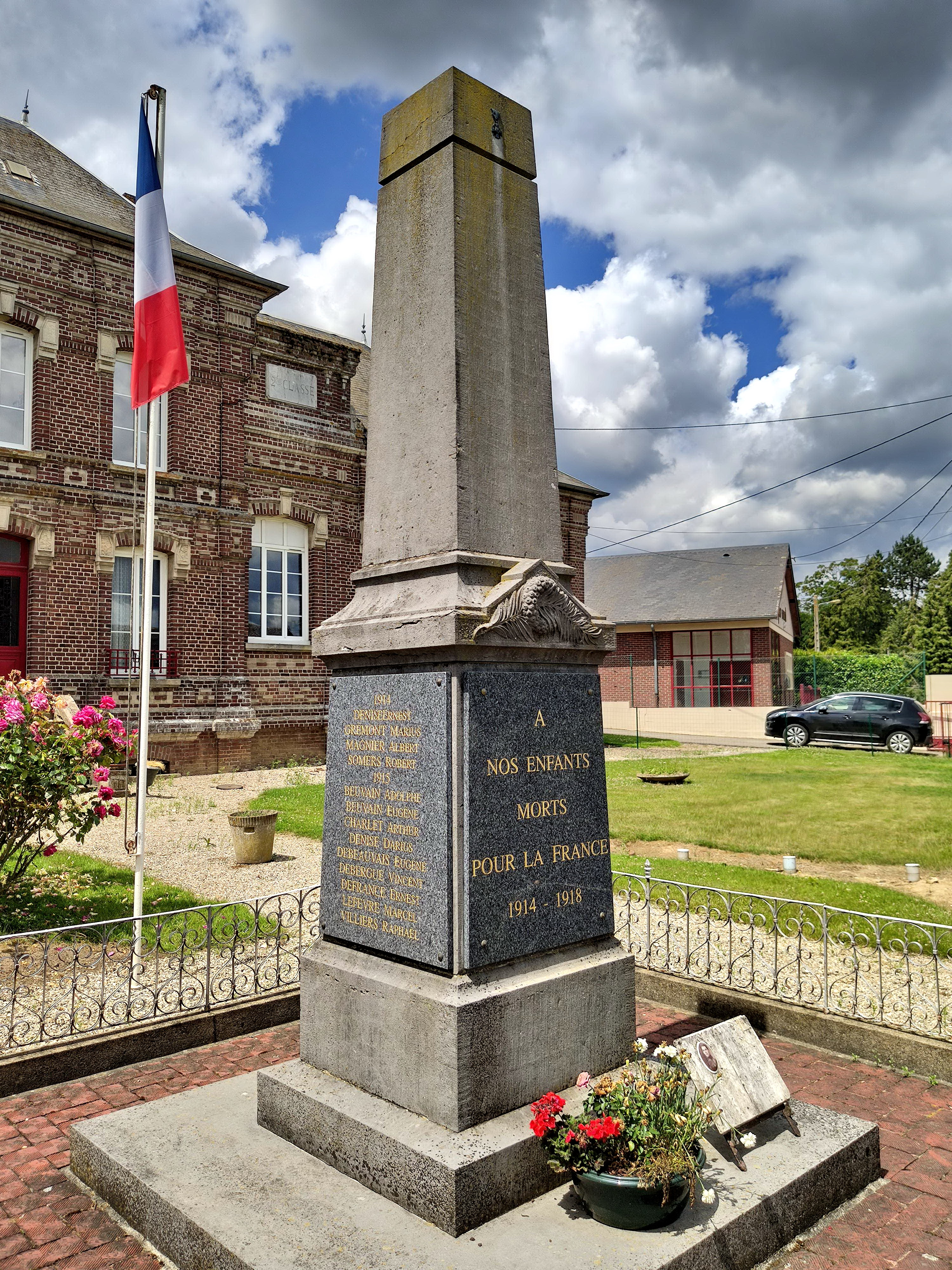
Le monument aux morts, devant la mairie-école.

### Lieux et monuments
- Église Saint-Aubin d'Illois, reconstruite en 1845 et 1861, a conservé le mur nord de la nef, dont l'appareil est du XIIIe siècle, ainsi qu'une fenêtre du XVIIe siècle[24].

Elle contient une chaire à prêcher (XVIe siècle) classée aux monuments historiques en 1913, en bois avec des panneaux présentant des rinceaux de feuillage et des animaux affrontés.
- Église Saint-Germain-l'Écossais du Mesnil-David. Elle date, en grande partie, de l'époque de Louis XVI mais la maçonnerie de la nef date de celle de Louis XIV. Le baptistère en pierre est du XIIIe siècle[24] ;
- Église Saint-Denis de Coupigny, des XVIe et XVIIe siècles. En 1871, on notait la charpente de la nef avec des poutres et des sablières sculptées du XVIe siècle. Les autels possédaient des baldaquins en bois de la Renaissance[24] ;
- Château d'Illois, XVIIe siècle ;
- Château de Coupigny, 1877.

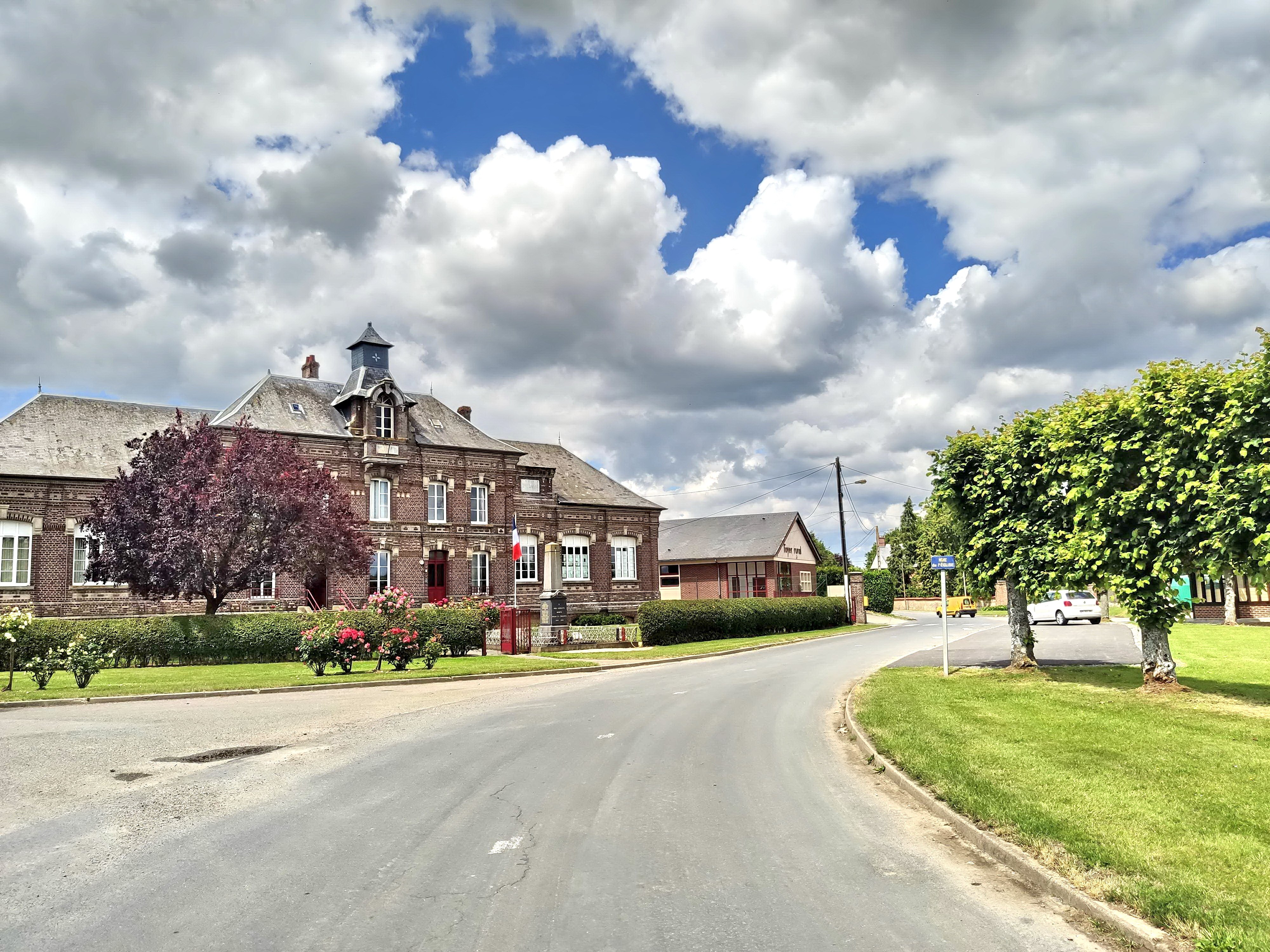
La mairie-école, le monument aux morts et le foyer rural
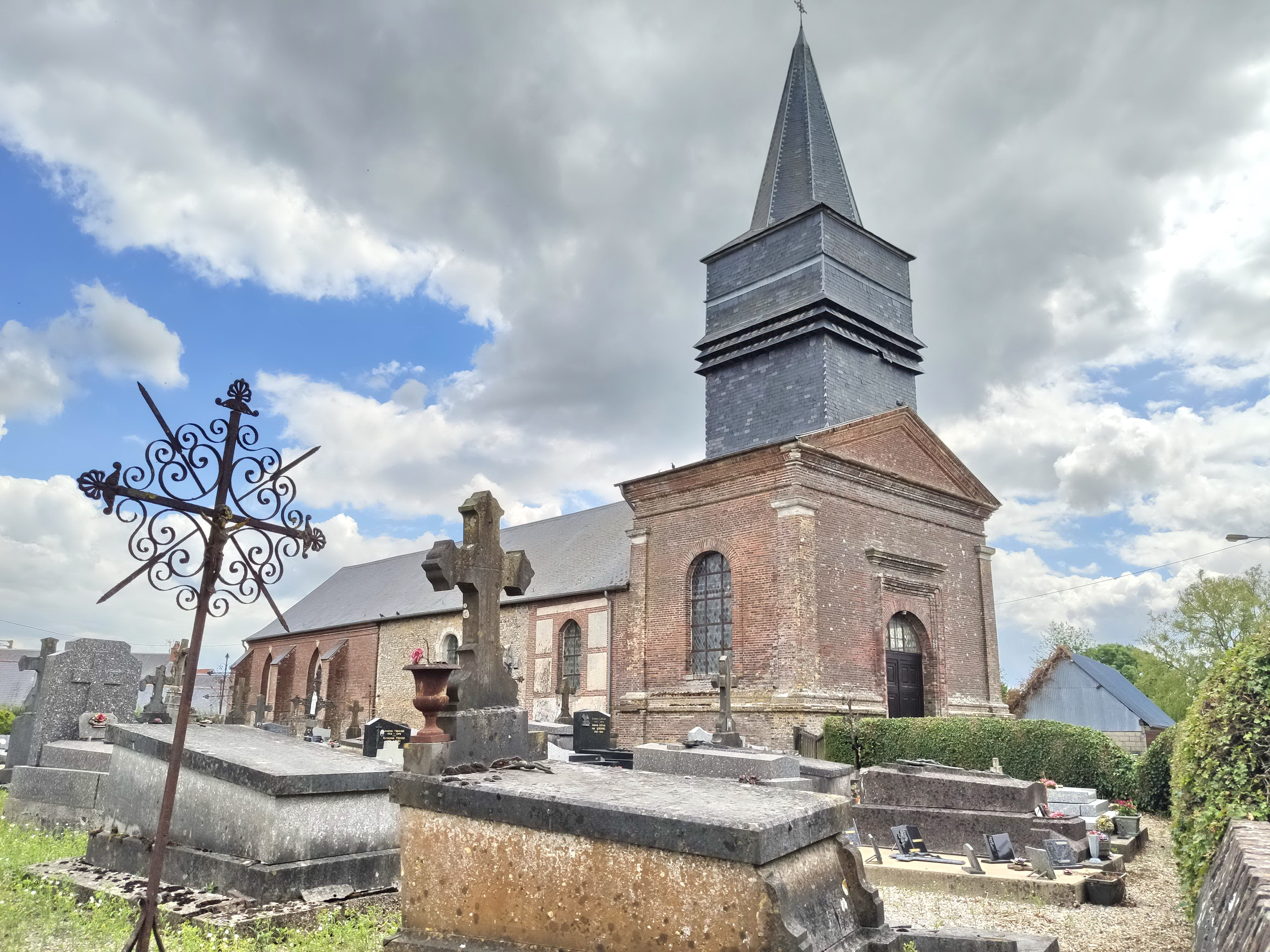
L'église Saint-Aubain d'Illois
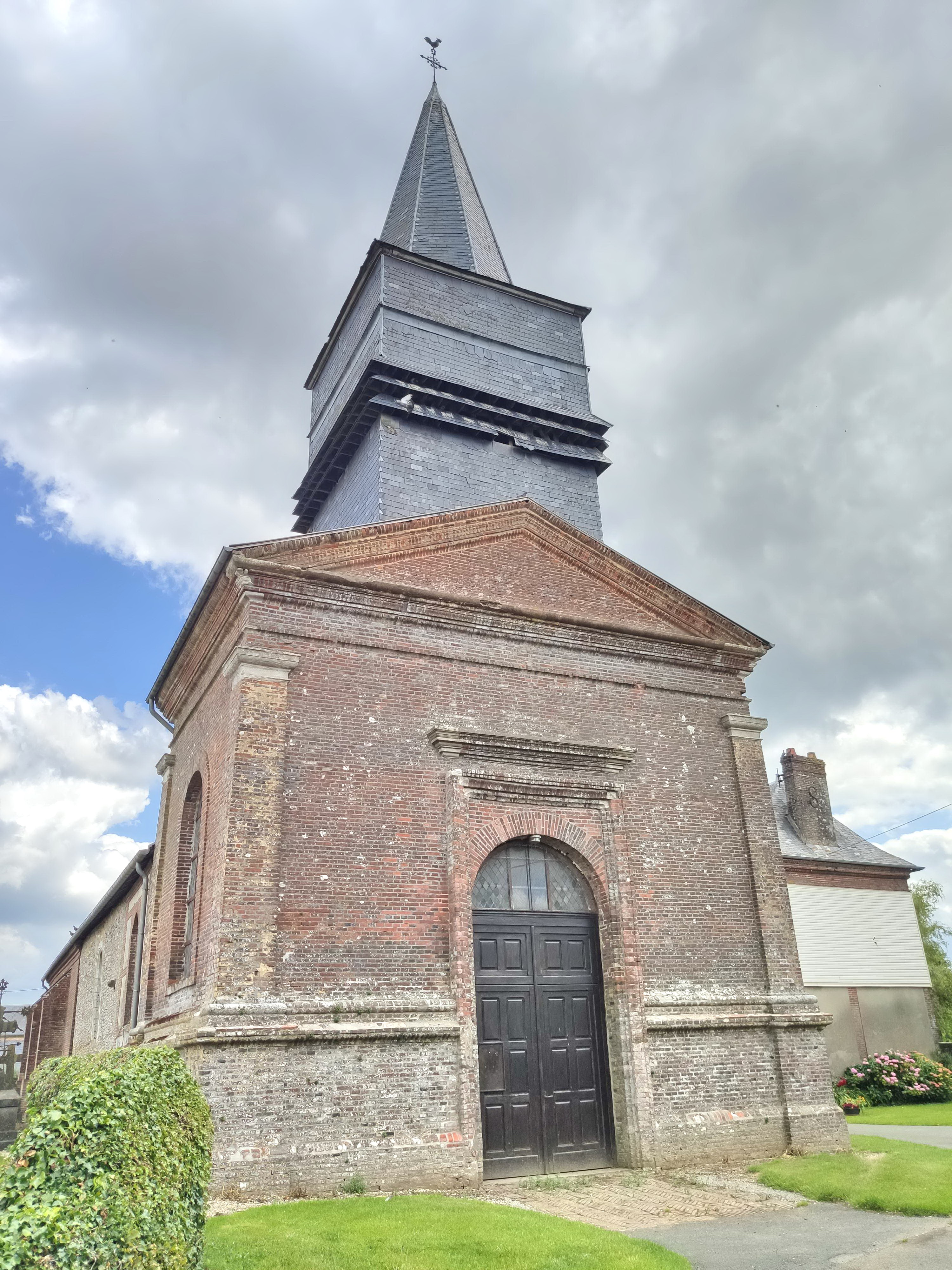
Façade de l'église Saint-Aubin
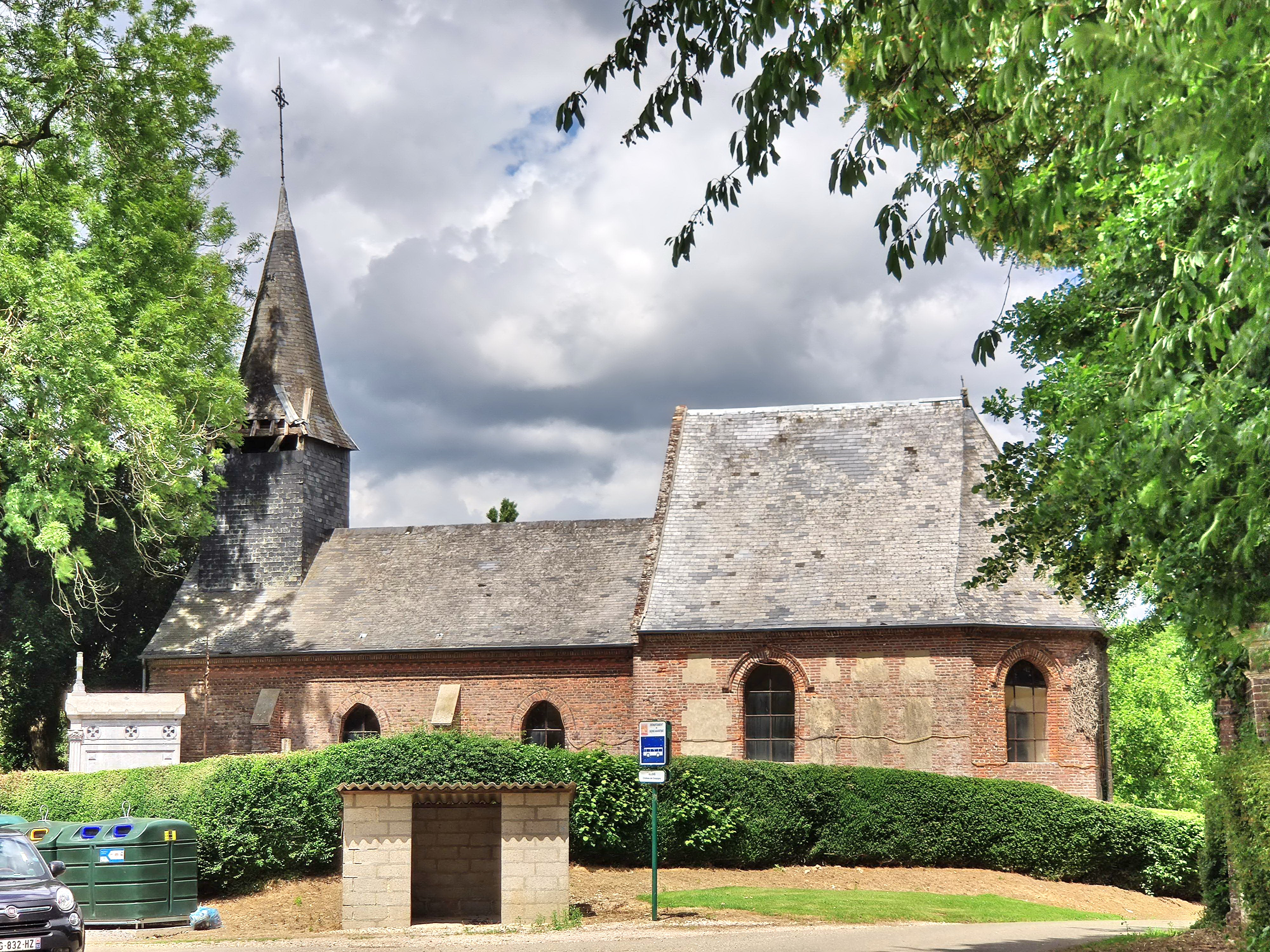
L'église Saint-Denis de Coupigny

### Personnalités liées à la commune
- Nicolas André Courtin (1817-1879), maréchal des logis de gendarmerie, chevalier de la Légion d'honneur, né à Illois[38].
- Étienne Isidore Courtin (1822-1887), brigadier de gendarmerie, chevalier de la Légion d'honneur, né à Illois[39].
- Éloi Firmin Courtin (1828-1908), maréchal des logis à la 4e légion de gendarmerie, chevalier de la Légion d'honneur, né à Illois[40].